# San Filippo Neri di Villa Cidonio
San Filippo Neri di Villa Cidonio, conhecida como Cappella di Villa Cidonio, é uma capela rural pública localizada na Via Cassia, 129, no quartiere Della Vittoria de Roma. É dedicada a São Filipe Néri.

## História
Villa Cidonia era uma fazenda localizada na Via Cassia registrada no final do século XVII, quando a região era inteiramente rural. A capela foi construída como um edifício público njo século XVIII, quando a fazenda foi reformada para se transformar numa villa rural com jardins. Na fachada da villa de frente para a rua está uma placa datada em 1796 que revela o nome do proprietário, Luigi Cidonio. Sua família era proprietária da capela no século XIX, o que explica seu nome. 
Na década de 2010, a capela já não era considerada como um local de culto público e é bastante possível que ela esteja desconsagrada.

## Descrição
O bloco principal do complexo da villa fica à direita da rua e é um edifício de dois andares com um belvedere. A capela tem sua própria identidade arquitetural, mesmo sendo ligada ao edifício principal por uma baixa extensão de dois andares. Ele obviamente foi inaugurado depois da capela, como revela a preservação do muro com um finial em formato de bola como parte do primeiro andar.
A capela propriamente dita é um edifício retangular minúscula, com um telhado pontiagudo de duas águas com uma projeção na extremidade do presbitério. A construção é em tijolos. Um baixo anexo da sacristia está ligado ao lado direito e, sobre ele, está um par de janelas retangulares horizontais quase quadradas. A parede da direita conta com um pequeno campanário, com seu próprio telhado pontiagudo e uma abertura de topo curvo onde caberiam dois sinos.
A fachada termina num frontão triangular assentado num par de pilastras cegas, com postes acima delas no entablamento. As pilastras não estão exatamente nos cantos e tem bases de pedra. A área da fachada entre elas é majoritariamente tomada por um raso recuo retangular que se abre numa única entrada. Este trecho conta com um par de pilastras com uma fina duplicação de suas quinas exteriores sustentando um entablamento com uma cornija horizontal projetada. Sobre esta última, no recuo principal, há, ao invés de uma janela, um grande recesso horizontal retangular que se parece muito com uma janela emparedada.